# Рейнбоу (Каліфорнія)
Рейнбоу (англ. Rainbow) — переписна місцевість (CDP) в США, в окрузі Сан-Дієго штату Каліфорнія. Населення — 1884 особи (2020).

## Географія
Рейнбоу розташований за координатами 33°24′35″ пн. ш. 117°8′22″ зх. д. / 33.40972° пн. ш. 117.13944° зх. д. (33.409851, -117.139439).  За даними Бюро перепису населення США у 2010 році переписна місцевість мала площу 28,60 км², уся площа — суходіл.

## Демографія
Згідно з переписом 2010 року, у переписній місцевості мешкали 1832 особи в 644 домогосподарствах у складі 440 родин. Густота населення становила 64 особи/км².  Було 719 помешкань (25/км²).
Расовий склад населення:
| - 72,3 % — білих - 2,3 % — азіатів - 1,0 % — чорних або афроамериканців - 0,7 % — вихідців з тихоокеанських островів - 0,7 % — корінних американців - 20,3 % — осіб інших рас |

До двох чи більше рас належало 2,8 %. Частка іспаномовних становила 36,3 % від усіх жителів.
За віковим діапазоном населення розподілялося таким чином: 18,7 % — особи молодші 18 років, 61,2 % — особи у віці 18—64 років, 20,1 % — особи у віці 65 років та старші. Медіана віку мешканця становила 45,3 року. На 100 осіб жіночої статі у переписній місцевості припадало 97,2 чоловіків;  на 100 жінок у віці від 18 років та старших — 96,7 чоловіків також старших 18 років.
Середній дохід на одне домашнє господарство становив 84 266 доларів США (медіана — 68 125), а середній дохід на одну сім'ю — 100 222 долари (медіана — 87 014). За межею бідності перебувало 12,6 % осіб, у тому числі 11,3 % дітей у віці до 18 років та 7,3 % осіб у віці 65 років та старших.
Цивільне працевлаштоване населення становило 647 осіб. Основні галузі зайнятості: освіта, охорона здоров'я та соціальна допомога — 13,8 %, науковці, спеціалісти, менеджери — 13,1 %, виробництво — 12,7 %.